# Tintin et les Secrets de famille
Tintin et les Secrets de famille est un essai écrit par Serge Tisseron, publié en 1990 et réédité en 1992. Il fait écho à Tintin chez le Psychanalyste, un essai qu'il a publié en 1985, et dans lequel il explique que Les Aventures de Tintin contiennent le récit d'un secret auquel Hergé a été confronté dans sa propre famille. Cette hypothèse a été confirmée en 1987.
Au travers de ce nouvel essai, Serge Tisseron apporte une analyse plus approfondie de ce secret à la suite d'une relecture de l'œuvre d'Hergé. Il en profite également pour expliquer, dans la deuxième partie de l'essai, les effets des secrets de famille entre générations.

## Présentation générale

### Contexte
Comme le souligne Serge Tisseron en introduction, l'intérêt porté à Hergé dans les années 1990 était peut-être aussi important que celui porté à Tintin dans la sphère littéraire et les médias. De nombreux auteurs et essayistes ont analysé Les Aventures de Tintin, la façon dont elles ont été écrites, et le phénomène qui en a découlé. Fort d'une thèse sur le thème de la psychanalyse en bande dessinée, Serge Tisseron a lui-même publié plusieurs essais liés à Tintin et à sa philosophie d'écriture.
Tintin et les Secrets de famille est publié pour la première fois en 1990, soit quelques années après que Serge Tisseron a dévoilé son hypothèse selon laquelle il existerait un secret dans la famille d'Hergé, et après que cette hypothèse fut confirmée en 1987 par la découverte d'archives liées à la biographie d'Hergé. Cet essai constitua une base d'analyse solide pour Serge Tisseron en abordant deux thèmes qu'il approfondira par la suite : le secret d'Hergé (approfondi au travers de Tintin et le Secret d'Hergé en 1993), et les secrets de famille en général (approfondi avec de nombreux ouvrages sur le sujet dont Secrets de famille, mode d’emploi en 1996).

### L'objectif de l'essai
Tintin et les Secrets de famille permet à Serge Tisseron de revenir sur le secret de famille qu'il a découvert chez Hergé. Il réexplique le secret en première partie de l'essai et revient sur les éléments d'analyses qu'il avait avancés auparavant. Il les approfondit ici après avoir réalisé une relecture des Aventures de Tintin et avec une vision nouvelle de cette étude ; le secret ayant été confirmé entre-temps.
Serge Tisseron consacre une grande partie de l'essai à expliquer les secrets de famille en général. Il apporte son analyse des questions qui entourent de tels secrets. Il explique notamment quels sont les différents types de secrets, comment ils se constituent et se transmettent. Il explique enfin les effets de ces secrets d'une génération à une autre, et leur impact sur la créativité des personnes concernées et de leurs descendants. 

## Résumé

### Première partie: Tintin, un drame familial
Cette partie, qui ouvre l'œuvre, introduit la thèse de Serge Tisseron. Ainsi, Hergé, au travers de son œuvre, a-t-il disséminé des détails d'un secret familial, celui d'une filiation célèbre mais non reconnue. Serge Tisseron relève donc les différents éléments appuyant sa thèse. Il démontre comment chaque personnage est lié à une symbolique, mais aussi qu'il représente chacun un membre de sa propre famille. Puis il s'attache ensuite à montrer les traces qu'Hergé a éparpillées grâce à l'usage de mots ou de sonorités spécifiques qui sont répétés au fil des différents albums et qui étayent son hypothèse.

### Deuxième partie: Procédés narratifs et mise en scène des mots du secret
Dans cette deuxième partie, Serge Tisseron décrypte les messages cachés par Hergé, par son inconscient ou bien de sa propre volonté, dans les différents albums de Tintin. Il montre ainsi que la bande dessinée en général, à travers sa forme et notamment les cases qui la composent, se présente comme un mélange de textes et de dessins dans lequel chacun des éléments d'une case peut entrer en relation avec chacun des éléments des autres cases. De plus, au travers des différents niveaux d'études de l'œuvre, Hergé nous délivre des indices inconscients de son passé, de son histoire. Son imagination mêle cela aux différents éléments narratifs des Aventures de Tintin mais le montre aussi grâce à la transformation d'images en mots et de mots en images. Serge Tisseron appuie la thèse que dans la bande dessinée l'image et le mot cessent d'être seulement ce qu'ils sont, et que c'est au lecteur de pouvoir déchiffrer le vrai sens caché de l'œuvre.

### Troisième partie: Secrets de famille et troubles mentaux
Cette partie est la plus longue de l'essai. Serge Tisseron apporte une analyse et des explications sur les secrets de famille en général. Il traite ainsi tout d'abord de la forme que peut prendre un tel secret, de la façon dont il survient en lien avec d'autres évènements et de la manière dont ils sont perçus par la personne qui en est victime. Il s'arrête longuement sur ce point en expliquant comment le secret s'exprime au quotidien, avec quels mots, quelles manifestations et sous quelle forme il est communiqué. Enfin, il montre que l'impact d'un secret ne se mesure pas seulement sur la personne qui y est liée mais aussi à sa descendance, avec des conséquences qui peuvent devenir plus graves dans certains cas.

### Quatrième partie: Secrets de famille et création
Serge Tisseron montre que les secrets de famille ont un impact non négligeable sur la créativité des personnes qui en sont affectées. Il apparaît en effet que le secret crée un effet lacunaire ou un manque chez l'individu dû au non-dit du secret. Il y a ainsi un travail plus ou moins fort de symbolisation à effectuer pour combler ce manque, c'est un effet d'introjection. L'activité manuelle y apporte une solution à sa façon. C'est ce qui explique et justifie le fait qu'Hergé ait pu laisser transparaître son secret familial à travers le dessin, et pas forcément de manière consciente.

### Sur l'auteur et la thématique
- Serge Tisseron
- Secret de famille

### Sur Hergé et Tintin
- Les Aventures de Tintin
- Hergé